# Cap del Bosc de Llania
El Cap del Bosc de Llania és una muntanya de 1.030,8 metres d'altitud situada al terme municipal de Conca de Dalt (antic terme d'Hortoneda de la Conca), del Pallars Jussà. És en territori de l'antiga Quadra de Llania.
Està situat a l'extrem meridional del Bosc de Llania, al nord-oest i a prop de la Collada i al nord del Solà d'Hortoneda i al nord-oest del Feixanc de Tomàs.